# Purrr!
Purrr! é o extended play (EP) de estreia da cantora e rapper estadunidense Doja Cat, lançado de forma independente em 5 de agosto de 2014 pela MAU Records e distribuído pela Kemosabe e RCA Records. Muitas das canções foram gravadas por Doja Cat em um estilo DIY usando uma variedade de instrumentais que ela encontrou online de produtores como Mndsgn, Evil Needle e Dream Koala.

## Antecedentes e lançamento
Doja Cat descreveu a vida após o abandono da escola como "bagunçada", alegando que dormia no chão e passava "a noite e o dia" navegando na internet, procurando batidas e instrumentais no YouTube para criar sua própria música. Ela aprendeu sozinha a cantar, fazer rap e usar o GarageBand enquanto estava em casa sem emprego, frequentemente fazendo música e enviando para o SoundCloud. Ela herdou o nome artístico de um de seus gatos e também de sua variedade favorita de maconha, afirmando: "Eu era fortemente viciada em maconha e cultura da erva daninha, então, quando comecei a fazer rap, pensei na palavra 'doja' e ela soa nome de uma garota". No final de 2012, "So High" se tornou o primeiro upload permanente em sua conta no SoundCloud, e logo chamou a atenção do Dr. Luke, que a contratou para a Kemosabe Records, RCA Records e a editora Prescription Songs quando ela tinha 17 anos. Este acordo também veio com uma parceria temporária de gestão de artistas com a Roc Nation.
"So High" foi lançada como primeiro single Doja Cat. Ela originalmente lançou independentemente uma versão inicial da canção exclusivamente para o SoundCloud em 8 de novembro de 2012. Em 13 de março de 2014, foi relançada comercialmente como o primeiro single de seu primeiro EP Purrr! sob a Kemosabe e RCA Records. Um vídeo musical oficial para a canção foi lançado alguns dias depois. Purrr! foi lançado em 5 de agosto de 2015.

## Lista de faixas
| Purrr! – Edição padrão |                |                                                                   |                |         |  |
| N.º                    | Título         | Compositor(es)                                                    | Produtor(es)   | Duração |  |
| 1.                     | "Beautiful"    | Cameron Bartolini Iman Omari Coco O. Robin Hannibal Amala Dlamini | Omari          | 3:47    |  |
| 2.                     | "Nunchucks"    | Dlamini                                                           | Mndsgn[a]      | 3:15    |  |
| 3.                     | "So High"      | Dlamini                                                           | Evil Needle[b] | 3:20    |  |
| 4.                     | "No Police"    | Dlamini                                                           | Dream Koala[c] | 4:00    |  |
| 5.                     | "Control"      | Dlamini                                                           | Yeti Beats     | 3:40    |  |
| Duração total:         | Duração total: | Duração total:                                                    | Duração total: | 18:03   |  |

Samples
- ↑[a]  "Nunchucks" é construída em torno da base musical de "Legwarmrs", interpretada por Mndsgn.
- ↑[b]  "So High" é construída em torno da base musical de "Falling Leaves", interpretada por Evil Needle.
- ↑[c]  "No Police" é construída em torno da base musical de "We Can't Be Friends", interpretada por Dream Koala.

## Histórico de lançamento
| Região | Data                | Formato(s)                 | Gravadora    | Ref.   |
| ------ | ------------------- | -------------------------- | ------------ | ------ |
| Várias | 5 de agosto de 2014 | Download digital streaming | Kemosabe RCA | [ 12 ] |